# 샤란Q
샤란Q(シャ乱Q)는 일본의 록 밴드이다. 리드 보컬 쓴쿠와 하타케 (기타), 마코토 (드럼), 다이세이 (키보드)로 구성되어 있다.

## 음반 목록

### 싱글
- 1994년 〈조·쿄·모노·가타리〉
- 1994년 〈싱글 베드〉
- 1995년 〈즈루이 온나〉